# 1,1,1,3,3,3-Hexafluoropropane
L’1,1,1,3,3,3-hexafluoropropane est un composé organofluoré de formule chimique CF3−CH2−CF3. C'est un gaz incolore utilisé comme retardant, agent moussant, fluide frigorigène, liquide de refroidissement, gaz diélectrique, support stérile, milieu de polymérisation, fluide hydraulique, etc. Il a par exemple été employé sous l'appellation R236FA comme gaz de propulsion froide dans les nanosatellites Mars Cube One.
C'est un puissant gaz à effet de serre, avec un potentiel de réchauffement global à 100 ans de 9810,.
Il est produit en faisant réagir de l'1,1,1,3,3,3-hexachloropropane (en) CCl3−CH2−CCl3 avec du fluorure d'hydrogène HF en phase gazeuse de 250 à 400 °C en présence d'un catalyseur sous forme de chrome trivalent (par exemple du chlorure de chrome(III) CrCl3) à faible teneur d'impuretés.